# Ejércitos de España (guerra de la Independencia)

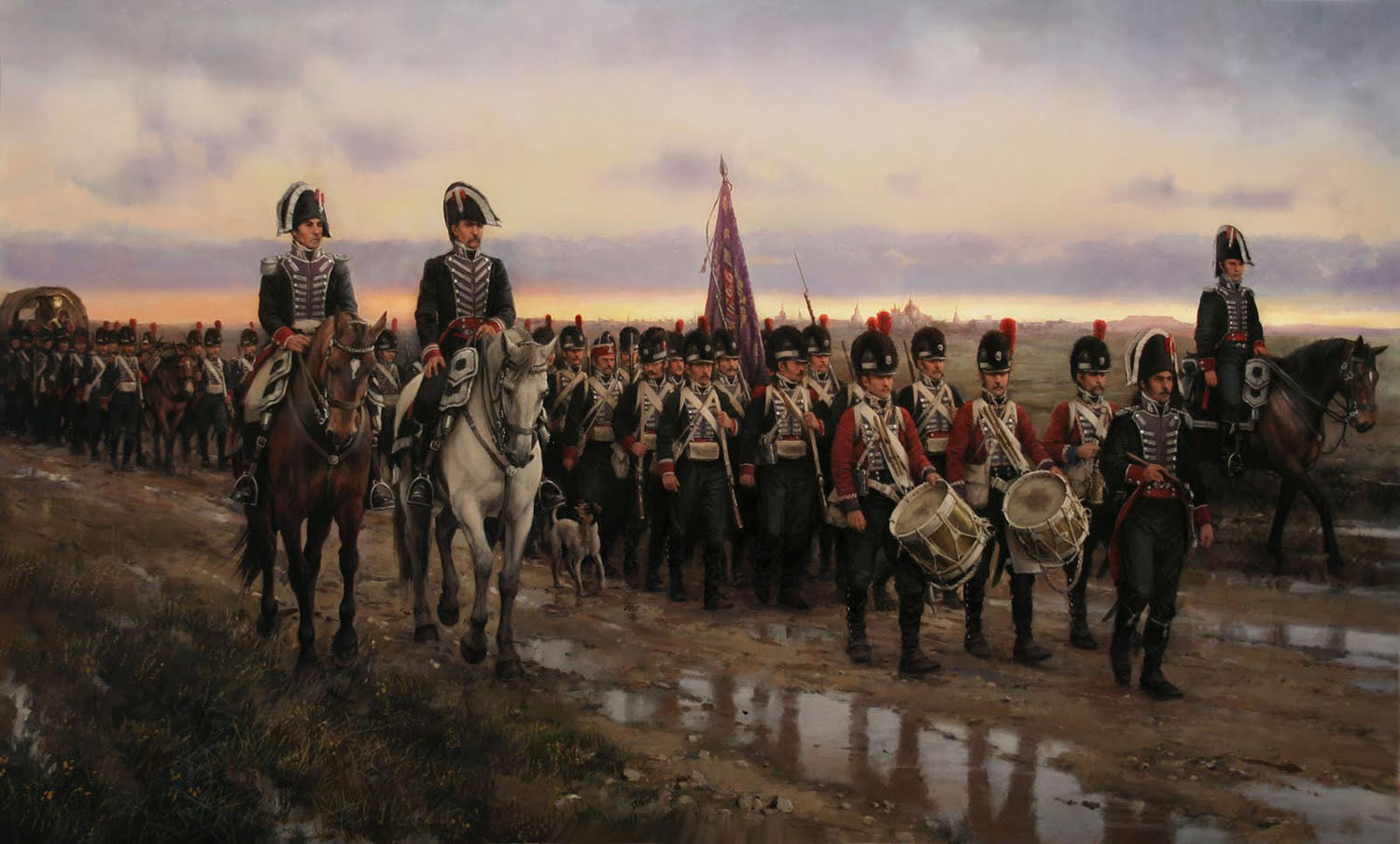
Regimiento Real de Minadores-Zapadores abandonando Alcalá de Henares el 24 de mayo de 1808.

Los ejércitos de España durante la guerra de la Independencia española (del 2 de mayo de 1808 al 17 de abril de 1814) cambiaron varias veces de denominación, formación y mandos.
Tras el 2 de mayo de 1808, se formaron las juntas provinciales —la Junta Suprema Central no se creó hasta septiembre de 1808— para coordinar la resistencia a Napoleón. Sin embargo, estas tendían a desconfiar de los generales españoles más experimentados, muchos de los cuales solo se adhirieron a la lucha contra los franceses para evitar las eventuales represalias de sus subordinados o del propio pueblo y por lo que muchos fueron sustituidos por mandos menos experimentados al mando de tropas todavía menos experimentados. Esta situación se empeoró con la disolución de unidades existentes o la creación de más de 200 nuevos regimientos de infantería. Por una parte, se aseguró así la lealtad de los nuevos mandos aunque a costa de la eficacia militar.
Poco después de la victoria del general Castaños en la batalla de Bailén en julio de 1808, el saqueo de Bilbao el 16 de agosto por parte de la tropa mandada por el general Merlin causó gran descontento en la población, descontento dirigido a las Juntas y los generales.
Así, el día 5 de septiembre se convocó un consejo de guerra al cual asistieron los generales Cuesta, Castaños, González Llamas, la Peña, el duque del Infantado (en representación del general Blake) y otro oficial desconocido en representación de Palafox. Cuesta, como mando más alto, intentó, infructuosamente, convencer a Castaños unirse a él en formar una junta militar al margen de la Junta. Intentó, asimismo, convencer a los demás generales de nombrarle comandante en jefe y ante la negativa de estos, abandonó la reunión.
Una vez entregado su mando a la Junta Suprema Central, se les denominaban, entre noviembre de 1808 y diciembre de 1810, según las tres frentes en las que operaban, más uno de reserva. En diciembre de 1810 se volvieron a reformar los ejércitos, esta vez en seis cuerpos (a los cuales se añadió un séptimo poco después), y, en diciembre de 1812, se reformaron de nuevo, reduciéndolos de nuevo a seis.
En algunas batallas, como la de Salamanca, unidades españolas lucharon codo con codo con sus aliados del ejército anglo-portugués, dirigido por el general Wellesley (que no sería nombrado duque de Wellington hasta después de la guerra en la península).
Por otra parte, Charles Oman señala que, al 31 de mayo de 1808, el ejército francés al que tuvieron que hacer frente los españoles, tanto la tropa regular como las distintas milicias, estaba formado por 116 000 hombres, cifra que se aumentó hacia finales del año, y sobre papel, a 314 612 —de los cuales 244 125 eran efectivos—.

## Efectivos
Al comenzar la contienda, los ejércitos españoles estuvieron nombrados según las provincias en las que habían sido formados y, de acuerdo con Francisco Xavier de Cabanes (1822) a fecha de mayo de 1808, el «ejército permanente español» contaba en la península con 114 204 tropas, más 8877 de caballería, a los cuales se uniría la mayor parte de los 13 765 tropas, más 2358 caballería destinados en el norte de Europa.
Por otra parte, en su Guerra de la Independencia. Historia Militar de España 1808-1814 (1868), Gómez de Arteche señala que a comienzos de 1808 los ejércitos sumaban 87 201 infantes y 16 623 oficiales y soldados de caballería, además de unos 7000 artilleros y 4000 ingenieros. A esta tropa se sumaban unos 32 000 hombres de las milicias provinciales, encargadas de la defensa territorial. De estos, 14 500 correspondían a la División del Norte, desplegada en Dinamarca bajo el mando del marqués de la Romana, más los casi 25 000 que se encontraban en Portugal, apoyando la invasión francesa de Junot.
Por su parte, Charles Oman, en el primer volumen de su A History of the Peninsular War (1902), señala que los cinco principales ejércitos españoles, bajo Joaquín Blake (Ejército de Galicia), José de Palafox (Ejército de Aragón), José Galluzo (Ejército de Extremadura), Francisco Javier Castaños (Ejército del Centro) y Francisco Dionisio Vives (Ejército de Cataluña) sumaban a 151 248 hombres, a los cuales habría que añadir a las tropas de reserva, unos 65 000, formadas por el Ejército de Granada, bajo el mando de Teodoro Reding, el ejército de la Reserva de Madrid, bajo el mando de Benito de San Juan, más las reservas de Galicia, Asturias, Extremadura, Andalusia, Murcia y Valencia. A estos habría que sumar también unos 3000 de las guarniciones de las islas Baleares.

## Antecedentes
Según los términos del Tratado de Fontainebleau, el cual dividió el Reino de Portugal y todos los  dominios portugueses entre Francia y España, España se comprometió a complementar con tres columnas españolas, los 28 000 soldados que Junot ya dirigía a través de España para invadir Portugal. Tras pasar a España el 12 de octubre de 1807, Junot empezó una marcha difícil a través del país, finalmente penetrando en Portugal el 19 de noviembre.
Las tres columnas eran las siguientes:
- La columna del general Caraffa, de 9500 soldados, debía reunirse en Salamanca y Ciudad Rodrigo y cooperar con la fuerza principal de Junot.
- La columna del general Francisco Solano, de 9500 soldados, que debía avanzar desde Badajoz para capturar Elvas y su fortaleza, invadió Portugal el 2 de diciembre de 1807.
- La columna del general Taranco, de 6500 soldados, ocupó Oporto el 13 de diciembre. El general murió el enero siguiente, y el 6 de junio de 1808, cuando las noticias de la rebelión en España llegaron a Oporto, el nuevo comandante de la guarnición, el general Belestá, arrestó al gobernador francés, general Quesnel, y su escolta de 30 dragones y se unió a los ejércitos que luchaban contra los franceses.[8]

## 1808-1810

### Mayo-noviembre 1808
El júbilo que siguió a la victoria del general Castaños a mediados de julio en Bailén duró poco tiempo, y el saqueo de Bilbao por el general Merlin, el 16 de agosto de 1808, causó gran descontento popular en el país, el cual estuvo dirigido específicamente hacia las Juntas y los generales.
El 5 de septiembre, se acordó un consejo de guerra, atendido por los generales Cuesta; Castaños; Llamas; la Peña; el duque del Infantado, representando al general Blake; y otro agente (desconocido) representando a Palafox. Cuesta, como general más veterano, trató de persuadir a Castaños para que se uniera a él en el liderazgo de un gobierno militar separado del de las Juntas, pero Castaños lo rechazó. Tras intentar infructuosamente persuadir a sus colegas para nombrarle comandante en jefe, Cuesta abandonó precipitadamente la reunión. Habiendo tratado de asumir la responsabilidad de resolver el problema, más tarde sería arrestado y relevado del mando, solo para ser restaurado en él poco después.
El 10 de noviembre, la Junta Central publicó su manifiesto, con fecha de 28 de octubre de 1808, y en el cual, además de otras declaraciones, declaró su intención de formar un ejército formado por una tropa de 500 000 hombres, además de una caballería de 50 000 hombres. El manifiesto organizaban a los distintos cuerpos y regimientos existentes en cuatro grandes cuerpos bajo el control de una Junta Central de Guerra presidida por Castaños.
- Ejército de la izquierda, formado por el Ejército de Galicia, de Blake, con 42 690 soldados y 1288 oficiales (a fecha de 31 de octubre de 1808);[6] la División del Norte del general La Romana,[9] con 5135 soldados y 159 oficiales —sin sus cuatro regimientos de caballería, formados por 2252 hombres y 147 oficiales, al carecer estos de monturas[6]— y el Ejército de Asturias bajo Acevedo, y cuántos hombres pudiesen ser alistados de las montañas cántabras y las otras regiones montañosas que atravesasen.[9]

- Ejército del Centro. Fue formado por las cuatro divisiones de Andalucía bajo el mando de Castaños, junto con las divisiones de Castilla bajo el mando de Cuesta, las de Extremadura y las de Valencia y Murcia que entraron en Madrid bajo el mando de González Llamas.[9] El Ejército de Extremadura no llegó a unirse por completo al Ejército del Centro como estaba previsto, aunque en noviembre de 1808, dos de sus divisiones participaron en la batalla de Gamonal (Burgos)[11] y otros tropas en Somosierra. Poco después, con Cuesta al mando, en enero de 1809, volvieron a denominarse el Ejército de Extremadura.[3]

- Ejército de la derecha o Ejército de Cataluña,[9] formado por las divisiones de Portugal, Mallorca, Granada, Aragón y Valencia.[9]

- Ejército de Reserva, formado por las divisiones de Palafox, Saint March y O'Neill.

### 1809
Tras la contundente victoria de Napoleón en la batalla de Somosierra a finales de noviembre de 1808, y una nueva derrota de las tropas españolas en la batalla de Uclés, a la vista del eventual despliegue del Ejército francés por la provincia de La Mancha, a principios de 1809 se fusionó el Ejército del Centro, ahora al mando del Pedro de Alcántara Álvarez de Toledo, con él de Sierra Morena (bajo el mando del marqués del Palacio) para formar el Ejército de La Mancha, bajo el mando del conde de Cartaojal, con 20 000 hombres y cuartel general en Ciudad Real.

#### Campaña de otoño (1809)
La campaña de otoño de la Junta Central tenía una motivación política, y a pesar de la victoria de duque del Parque en Tamames en octubre, las derrotas subsiguientes del Ejército español en las batallas de Ocaña y Alba de Tormes provocaron la caída de la Junta a principios de 1810.
La campaña iba a ser llevado a cabo por el Ejército de Estremadura, al mando del duque de Alburquerque, con una muy menguada fuerza de 8000 infantes y 1500 jinetes, ya que tuvo que transferir tres divisiones de infantería y doce regimientos de caballería para reforzar el Ejército de La Mancha, al mando de Venegas, el cual, después de su derrota en Almonacid, había sido reducido a solo 25 000 hombres.
El Ejército de La Mancha estaba ahora compuesto por unos 50 000 hombres, la Junta destituyó a Venegas (quién había relevado a Cartaojal, destituido por su incompetencia en la batalla de Ciudad Real en marzo) reemplazándole con Aréizaga, quien aumentó el efectivo hasta 48 000 infantes, 6000 jinetes y 60 cañones, haciéndolo una de las más grandes fuerzas que España jamás había creado.
El Ejército de la Izquierda que, en teoría, contaba con 50 000 hombres (a pesar de que solo 40 000 de ellos participaron de hecho en la campaña), fue formado a partir del Ejército de Galicia, ahora bajo el mando de La Romana, del Ejército de Asturias de Ballasteros y de las tropas del duque del Parque. Y quedó al mando de este último.

## 1810-1812
Por Real orden de 16 de diciembre de 1810 se reformó a los cuerpos existentes en seis cuerpos:
- Primer ejército, formado por el anterior Ejército de la derecha.
- Segundo ejército, formado por las tropas de Aragón y Valencia.
- Tercer ejército, formado por el anterior Ejército del centro, sobre todo por las divisiones que se encontraban en Murcia.
- Cuarto ejército, formado por el Ejército de Extremadura, las tropas que se encontraban en la isla de León, el campo de Gibraltar y en el condado de Niebla.
- Quinto ejército, formado por aquellas divisiones del Ejército de la izquierda que se encontraban en Extremadura y en las líneas de Torres Vedras.
- Sexto ejército, formado por aquellas divisiones del Ejército de la izquierda que se encontraban en Galicia y Asturias.

### 1811
- Séptimo ejército, formado por Real orden de 16 de febrero de 1811

## 1812-1814

### 1812
Por Real orden de 4 de diciembre de 1812 se refundaron los siete ejércitos existentes:
- Primer ejército, formado por el anterior Primer ejército.
- Segundo ejército, formado por los anteriores ejércitos Primero y Segundo.
- Tercer ejército, formado por el anterior Cuarto ejército
- Cuarto ejército, formado por los anteriores ejércitos Quinto, Sexto y Séptimo.

El 22 de septiembre de 1812, las Cortes nombraron a Wellington generalísimo (comandante supremo) de los ejércitos españoles. El comandante del 4.º Ejército, el general Ballesteros, fue arrestado y relevado del mando en octubre de 1812, y exiliado por protestar contra el mando de Wellington y por tratar de instigar una revuelta.
En su reforma del 4 de diciembre de 1812, en la cual reducen de seis ejércitos a cuatro de operaciones y dos de reserva, el Consejo de Regencia distribuye los mandos de los respectivos generales en jefe y capitanías generales como sigue:
- Ejército de Cataluña o Primero: Francisco de Copóns y Navia, capitán general de Cataluña y de la parte de la capitanía de Aragón a la derecha del Ebro:[15]
- Ejército Segundo: Francisco Javier de Elio, capitán general de Valencia, Murcia y Castilla la Nueva
- Ejército Tercero: duque del Parque, nombrado capitán general de Jaén y Granada (se separa de esta nueva formación el ejército quinto anterior)[15]
- Ejército Cuarto, Francisco Javier Castaños, capitán general de Extremadura, Castilla la Vieja y León, Galicia, Asturias, y demás capitanías de la demarcación del séptimo ejército anterior (formado por los quinto, sexto y séptimo ejércitos anteriores:)[15]
- Ejército de reserva de Andalucía: conde de Abisbal, capitán general de Córdoba, Sevilla y Cádiz[15]
- Ejército de reserva de Galicia.[15]

### 1813
Hacia mediados de 1813, las fuerzas regulares de España constaban de unos 160 000 soldados, alrededor de un tercio de los cuales luchaba junto al ejército anglo-portugués de Wellington.
- 1.er ejército: Hacia junio de 1813, el Ejército de Cataluña, ahora conocido como el 1.º Ejército, bajo general Copons, contaba con 16 000 hombres. Pedro Agustín Giron, hasta entonces a la cabeza del Ejército del Centro, sería nombrado comandante del Ejército de Cataluña en agosto.[17]
- 2.º ejército: Cuando el ejército de Blake de Valencia, ahora conocido como el 2.º Ejército, se rindió al mariscal Suchet en Valencia, a principios de 1812, contaba con  28 000 hombres. De estos, unos 7000 fueron capaz de evitar su captura, y hacia junio de 1813, su nuevo comandante, el general Elio, tenía más de 30 600 soldados a su mando.[16]
- 3.er ejército: El Ejército de Murcia, aumentó de unos 5500 hombres a principios de enero de 1812 a 12 600 hombres bajo el duque del Parque en junio de 1813. Hacia abril de 1814, el príncipe de Anglona tenía 21 000 hombres a su mando.[16]
- 4.º ejército: El 4.º Ejército (cuyo comandante anterior, Ballesteros, había sido relevado del mando en octubre de 1812, y exiliado por no aceptar el mando de Wellington) estuvo acoplado a las fuerzas de Wellington. En agosto de 1813, Freire fue promovido a general y sucedió a Castaños, quien había sido llamado a las Cortes, a la cabeza de los 35 000 soldados del Cuarto ejército.[17][16]
- 5.º Ejército:

## Milicias y tropas irregulares

### Milicias
Además de las tropas irregulares, las milicias locales contribuyeron con acciones de guerrilla que, en el caso de Cataluña, corrieron a cargo de miles de miquelets, o somatenes bien organizados, mientras en Andalucía, eran más modestos en número, y a veces poco más que bandoleros, en algunos casos temidos igualmente por las tropas francesas como por la población civil. No obstante eran una fuente constante de hostigamiento para el ejército francés y sus líneas de comunicación, del mismo modo que las numerosas revueltas populares espontáneas.[cita requerida] Tanto fue así que, hacia el verano de 1811, los comandantes franceses desplegaron 70 000 soldados solo para mantener las líneas de comunicación abiertas entre Madrid y la frontera con Francia. Un listado de 1812 estima tales tropas irregulares españolas en 38 520 hombres, divididos en 22 partidas de guerrilleros.

### Tropas irregulares
Partiendo de otros decretos relacionados, el 17 de abril de 1809, la Junta Central emitió órdenes para todos los patriotas en condiciones de combatir para unirse al "Corso Terrestre". Hacia el agosto siguiente, el Corso Terrestre de Navarra, inicialmente comprendiendo quince hombres, dirigidos por Francisco Xavier Mina, había llevado a cabo una serie de emboscadas exitosas, y pronto constó de 1200 tropas de infantería y 150 de caballería, y pasó a ser conocido como el Primero de Voluntarios de Navarra. Hacia noviembre de 1811, Juan Palarea y Blanes, conocido como "El Médico", basado en La Mancha, había creado los Húsares Franco Numantinos, una unidad de caballería ligera, y los Cazadores Franco Numantinos, una unidad de infantería ligera, las cuales se incorporaron al 4.º Ejército en 1813, con la unidad de caballería uniéndose más tarde a la división de Espoz y Mina en Navarra.